# Tursunzoda
Tursunzoda (en tadjik : Турсунзода) est une ville de l'ouest du Tadjikistan, un État d'Asie centrale.

## Géographie
La ville compte 37 000 habitants (estimation 2006).

## Économie
L'aluminerie Talco, approvisionnée par l'hydroélectricité du barrage de Nourek, y est installée.
Une gare est présente.